# 生殖

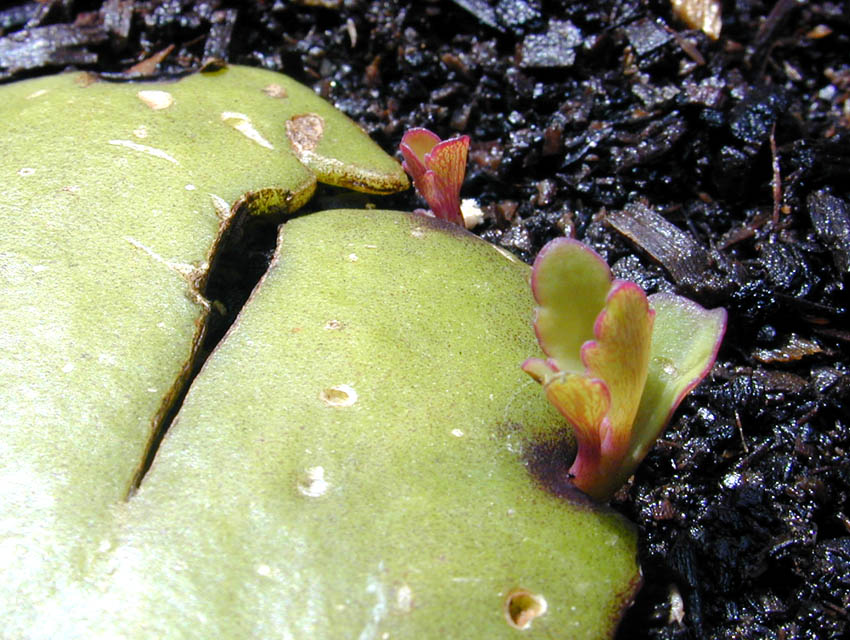
セイロンベンケイ（Kalanchoe pinnata）の葉縁に沿って新しい個体が生まれる。手前の小さな株の高さは約1 cm (0.4 in)。「個体」という概念は、この無性生殖の過程によって明らかに拡張される。

生殖（せいしょく、英: reproduction, or procreation）は、新しい個体の生物、すなわち「子孫」が「親」または両親から生み出される生物学的な過程である。生殖には、無性生殖と有性生殖の2つの形態がある。
無性生殖では、ある生物が他の生物の関与なしに生殖することを可能とする。無性生殖は比較的単純な単細胞生物に限定されることではない。生物のクローンを作ることも無性生殖の一形態である。無性生殖によって、生物は遺伝的に類似した、あるいは同一の自分自身の複製を作り出す。生物学者にとって、有性生殖の進化は大きな謎である。有性生殖の「二重の代償」は、生物の50%しか繁殖せず、生物は遺伝子の50%しか受け継がない。
有性生殖は通常、配偶子と呼ばれる2つの特殊な生殖細胞の性的相互作用を必要とする。配偶子は通常の細胞の半数の染色体を含み、減数分裂によって作られる。通常、雄と同じ種の雌が受精して接合子を作る。これにより、2つの両親となる生物の遺伝的特徴を持った子孫生物が生まれる。

## 無性生殖
無性生殖（英: asexual reproduction）とは、他の生物からの遺伝物質の関与なしに、生物が遺伝的に類似した、あるいは同一の複製を作り出す過程である。細菌は二分裂によって無性的に分裂し、ウイルスは宿主細胞を制御してより多くのウイルスを産生し、ヒドラ（Hydroidea目の無脊椎動物）や酵母は出芽によって繁殖する。これらの生物はしばしば異なる性別を持たず、自分自身を2つ以上の複製に「分裂」させることができる。ほとんどの植物は無性生殖能力を持ち、また、アリの一種である Mycocepurus smithii は完全に無性生殖で繁殖すると考えられている。
ヒドラ、酵母（酵母の交配を参照）、クラゲなど、無性生殖が可能な種の中には、有性生殖をするものもある。たとえば、ほとんどの植物は栄養生殖（種子や胞子を用いない生殖）が可能であるが、有性生殖も可能である。また、細菌は接合によって遺伝情報を交換する場合がある。
無性生殖の他の形態には、単為生殖、断片化、有糸分裂のみを伴う胞子形成などがある。単為生殖とは、受精せずに胚や種子が成長し発達することである。単為生殖は、下等植物（アポミクシスと呼ばれる）、無脊椎動物（ミジンコなど双殻亜綱、アブラムシ、一部のハチや寄生バチなど）、脊椎動物（一部の爬虫類、一部の魚類、ごくまれに家禽）など、いくつかの種で自然に起こる。

## 有性生殖

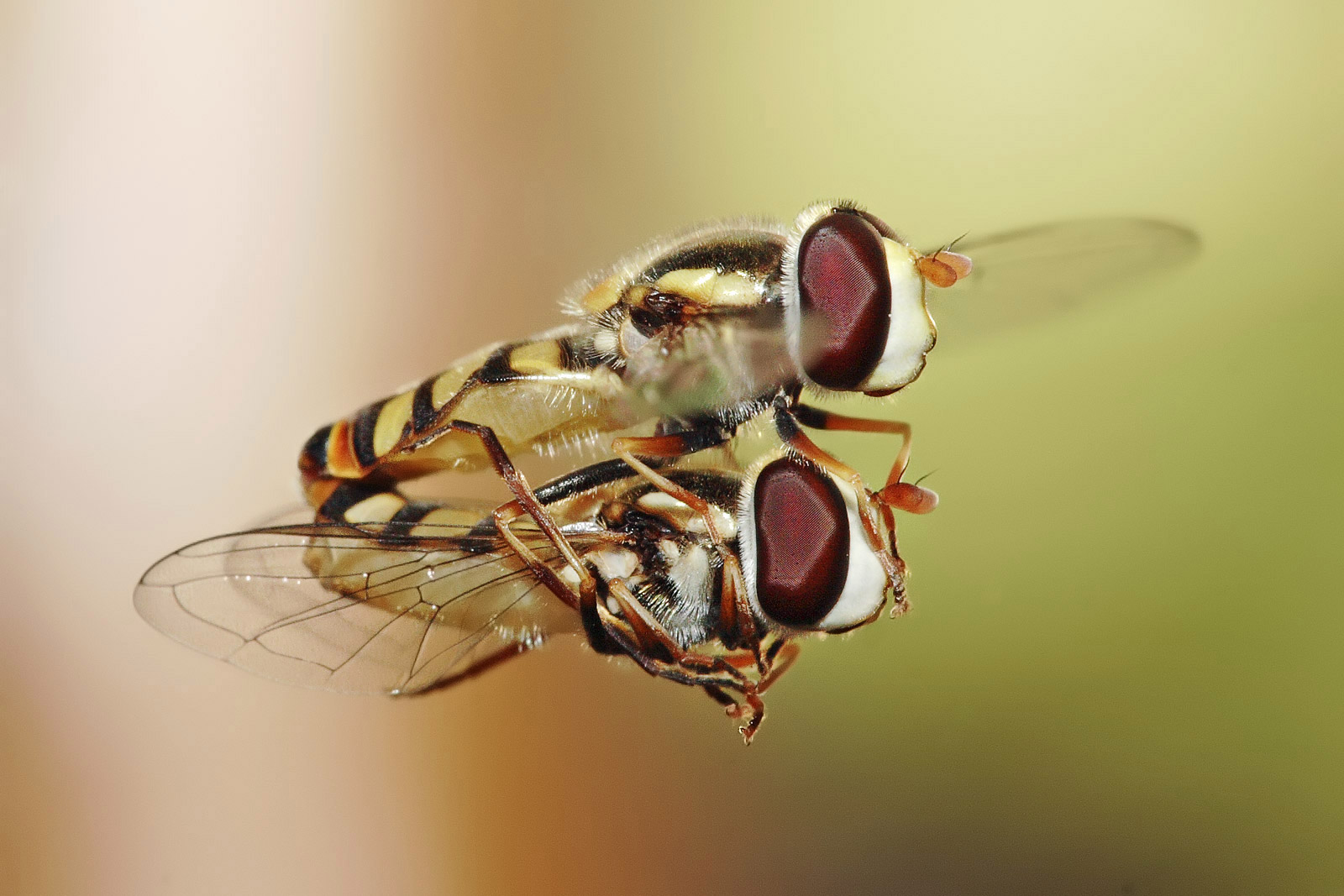
空中飛行で交尾するハナアブ

有性生殖（英: sexual reproduction）は、減数分裂という特殊な細胞分裂から始まる生物学的プロセスで、2つの生物の遺伝物質を結合させることによって新しい生物を作り出す過程である。親となる2つの生物は、それぞれ単数体の配偶子を作ることで、子孫の遺伝子構造の半分を受け継ぐ。ほとんどの生物は2種類の配偶子を形成する。このような異型接合種では、2つの性はそれぞれ雄（精子または小胞子を生成）と雌（卵細胞または大胞子を産生）と呼ばれる。同形接合種では、配偶子の形は類似しているか、または同一であるが（同型配偶子）、識別可能な特徴を持つことがあり、その場合は異なる名前が付けられることがある（同型配偶を参照）。どちらの配偶子も外観は類似しているため、一般的に雄と雌に分類することはできない。たとえば、緑藻類のクラミドモナス（Chlamydomonas reinhardtii）には、いわゆる「プラス」と「マイナス」の配偶子がある。多くの真菌類や繊毛虫のゾウリムシ（Paramecium aurelia）のような、いくつかの種類の生物では、交配型と呼ばれる2つ以上の「性」を持っている。ほとんどの動物（ヒトを含む）と植物は有性生殖をする。有性生殖をする生物は、それぞれの形質（生物の表現型的な特徴の変異）について異なる遺伝子の集まり（アレルまたは対立遺伝子と呼ばれる）を持っている。子孫はそれぞれの親からそれぞれの形質について1つのアレルを受け継ぐ。したがって、子孫は両親の遺伝子の組み合わせを持っている。単相と複相を交互に繰り返す生物では、組換えが自由に起こるため、有害アレルが隠蔽され、二倍体相が優勢に進化する」と考えられている。
コケ植物（蘚苔類、せんたいるい）は有性生殖を行うが、大型でよく見られるものは単数体で配偶子を生成する。配偶子は融合して接合子を形成し、それが胞子嚢（のう）に発達して、単数体の胞子をつくる。複相段階では、単相段階と比較して比較的小さく、短命である（すなわち単数体優性）。二倍体化の利点であるヘテロシス（雑種強勢）は、複相世代にのみ存在する。蘚苔類は、単相段階ではヘテロシスの恩恵を受けていないにもかかわらず、有性生殖を維持している。このことは、有性生殖にはヘテロシス以外の利点があることを示している可能性がある。たとえば種のメンバー間で遺伝的組換えを行うことで、より広範な形質の発現を可能とし、その結果、個体群が環境変動に耐えられるようになる。

### 他家生殖
他家生殖（英: allogamy、他殖）とは、異花受粉による花の受精のことで、ある花の卵子が別の植物の花から運ばれた花粉の精子と受精することで起こる。花粉は、花粉媒介者や風などの生物学的な媒介物質によって運ばれる。花粉中の雄性（ゆうせい）配偶子が花粉管を通って雌性（しせい）配偶子に運ばれることで受精が始まる。他家生殖は交雑受精とも呼ばれる。

### 自家生殖
自家生殖（英: autogamy、自殖）は、自家受精とも呼ばれ、受精の際に融合した2つの配偶子が同じ個体から生まれた雌雄同体生物で起こる。たとえば、多くの維管束植物、有孔虫の一部、繊毛虫の一部などで見られる。自家生殖という用語が、同一花内での同花受粉を表す自家受粉（必ずしも受精に成功するとは限らない）の代わりに使われることもある。これは、隣花受粉、同じ顕花植物の別の花への花粉の移動、あるいは単一の雌雄同株の裸子植物内での受粉とは区別される。

### 有糸分裂と減数分裂
有糸分裂と減数分裂は、いずれも細胞分裂の一種である。有糸分裂は体細胞で起こり、減数分裂は配偶子で起こる。
有糸分裂
有糸分裂で生成する細胞数は、元の細胞数の2倍になる。子孫細胞の染色体数は、親細胞と同じである。
減数分裂
減数分裂で生成する細胞数は、結果として、元の細胞数の4倍になる。これにより、親細胞の半分の染色体数を持った子孫細胞ができる。二倍体細胞はそれ自身を二倍体化し、その後、2回の分裂を経て（四倍体から二倍体へ、二倍体から単数体へ）、4つの単数体細胞を形成する。この過程は、減数第一分裂（減数分裂I）と減数第二分裂（減数分裂II）の二段階で起こる。

## 同性
現在、2匹の雌または2匹の雄のいずれかから均等な遺伝的供与を受けた子孫を残す、同性生殖の可能性が科学的に研究されている。明白で活発なアプローチは、女性の精子と男性の卵子を使用する手法である。2004年には、刷り込み（インプリンティング）に関与するいくつかの遺伝子の機能を変更することによって、日本人科学者は2匹のマウスの卵子を組み合わせて娘マウスを作成し、また2018年には、中国の科学者が2匹の雌マウスの母親から29匹の雌マウスを作成したが、2匹の父親マウスから生存可能な子孫を作り出すことはできなかった。研究者は、これらの技術が近い将来ヒトに応用される可能性はほとんどないと指摘している。

## 戦略
生物種によって生殖戦略はさまざまである。ヒトやシロカツオドリのように、生まれてから何年も性成熟に至らず、それでもほとんど子孫を残さない動物もいる。また、繁殖が早い動物もいるが、通常の状況下でほとんどの子孫は、成体になるまで生き残れない。たとえば、ウサギ（8ヵ月後に成熟）は年間10-30匹の子孫を残し、ショウジョウバエ（10-14日後に成熟）は1年間に最大900匹の子孫を残すことができる。これら2つの主な戦略はそれぞれ、K-選択（少数の子孫）と、r-選択（多数の子孫）として知られている。どちらの戦略が進化にとって有利かは、さまざまな状況によって異なる。子孫が少ない動物は、個々の子孫の育成と保護により多くの資源を割くことができるため、多くの子孫を残す必要性を減らすことができる。一方、子孫の多い動物は、個々の子孫に割く資源が減ってしまう。この種の動物では、多くの子孫が出生後すぐに死んでしまうのが普通だが、通常は個体群を維持するのに十分な数の個体が生き残る。ミツバチやショウジョウバエなどの一部の生物は、精子貯蔵と呼ばれる仕組みで精子を保持し、それによって受精能力の期間を長くする。

### その他の戦略
- 周年繁殖動物（英: polycyclic animals）は生涯を通じて断続的に繁殖する。
- 一回繁殖生物（英: semelparous organisms）は一生に一度だけ生殖する[22]。たとえば、一年草（すべての穀物作物を含む）、サケ、クモ、竹、センチュリー・プラントなどがある[23]。多くの場合、これらは生殖後まもなく死亡する。これはしばしばr-戦略と関連している。
- 多回繁殖生物（英: iteroparous organisms、多数回繁殖生物とも）は、多年生植物などのように、連続的な周期（たとえば1年または季節）で子孫を残す。多回繁殖型の動物はいくつかの季節（または周期的な状態の変化）にわたって生存する。これはK-戦略との関連が強い。

## 無性生殖と有性生殖

有性生殖における「二重の代償」の模式図。各世代が同じ数 (2個) の子孫を残すとすると、(a) 有性生殖は各世代で個体群の数は変わらないが、(b) 無性生殖の個体群は世代ごとに2倍になる。

無性生殖をする生物は、指数関数的にその数を増やす傾向がある。しかし、DNAの変異を突然変異に頼っているため、その種のすべてのメンバーが同じような脆弱性を抱えている。有性生殖をする生物は子孫の数は少ないが、遺伝子の変異が大きいため病気にはかかりにくいと考えられる。
多くの生物は無性生殖も有性生殖もできる。アブラムシ、粘菌、イソギンチャク、ヒトデのいくつかの種（断片化によって）、多くの植物がその例である。環境要因が良好な場合、無性生殖は、豊富な食物供給、適切な避難場所、好ましい気候、病気、最適なpH、あるいはその他の生活様式の要件の適切な組み合わせなど、生存に適した条件を利用するために採用される。これらの生物の個体数は、豊富な資源を最大限に利用するために、無性生殖戦略によって指数関数的に増加する。
一方、食料源が枯渇したり、気候が悪化したり、あるいは生活環境が不利に変化して個体の生存が危うくなると、これらの生物は有性生殖の形態に切り替える。有性生殖は、種の遺伝子給源の混合を確実にする。有性生殖の子孫に見られる変異により、生存により適した個体の出現を可能とし、選択的適応が起こる機構が提供される。また、生殖周期の減数分裂の段階では、DNA損傷を特に効果的に修復することができる（減数分裂を参照）。さらに、有性生殖は通常、無性親（むせいしん）の子孫を脅かす条件に耐えることができる生活環の形成をもたらす。したがって、種子、胞子、卵、蛹（さなぎ）、包嚢（ほうのう）、あるいは有性生殖の他の「越冬」段階は、不利な状況下での生存を保証し、生物は適性への回復が起こるまで不利な状況を「待つ」ことができる。

## 生殖のない生命
生殖のない生命の存在については、いくつかの推測の対象になっている。生命起源論（英: abiogenesis）は、生命の起源がどのようにして、繁殖しない要素から繁殖する生物を作り出したかについて研究する生物学の一分野である。いくつかの独立した自然現象があったかどうかにかかわらず、生物学者は、地球上の現存するすべての生命にとっての最後の普遍的な共通祖先（LUCA）が約35億年前に生きていたと考えている。
科学者たちは実験室で、非生殖的に生命を創造する可能性について考えてきた。何人かの科学者は、完全に非生物的な物質から単純なウイルスを作り出すことに成功している。しかし、ウイルスはしばしば生物ではないと見なされている。ウイルスは、タンパク質のカプセルに入ったRNAやDNAの断片に過ぎず、代謝がないため、乗っ取った細胞の代謝機構の助けを借りてのみ複製することができる。
祖先を持たない真に生きた生物（たとえば、単純な細菌）を作り出すことは、はるかに複雑な作業となるであろうが、現在の生物学的知識によれば、ある程度は可能性があるかもしれない。合成ゲノムを既存の細菌に導入し、天然のDNAと置き換えることで、新しい微生物マイコプラズマ・ミコイデス（Mycoplasma mycoides）が人工的に作成された。
科学界では、化学的に合成されたゲノムが自然界に存在するゲノムのほぼ1対1の複製であり、受容細胞は自然界に存在する細菌であったという理由で、この細胞が完全に合成されたものと言えるかどうかに関して議論がある。クレイグ・ヴェンター研究所は「合成細菌細胞」という用語はそのままに、『...我々はこれを「ゼロからの生命の創造」とは考えておらず、むしろ、合成DNAを使用して、すでに存在する生命から新しい生命を創造している』と明言している。ヴェンターは、この実験細胞について特許を取得する予定であり、「これは明らかに人間の発明である」と述べている。彼らは「合成生命体」の構築は、研究者が生命を引き裂くのではなく、構築によって生命について学ぶことができると提案している。彼らはまた、「真にプログラム可能な生物」を作り出すために、生命と機械の境界を広げ重ねることを提案している。研究者たちは、「真の合成生化学の生命体」の創造は、現在の技術で到達できる範囲にあり、人類を月に送るのに必要な努力に比べれば安価であるとも述べている。

## 富くじの法則
有性生殖には多くの欠点があり、無性生殖よりもはるかに多くのエネルギーを必要とし、生物を他の活動からそらすことになるのに、なぜこれほど多くの種が有性生殖をするのかについて議論されている。ジョージ・C・ウィリアムズは、有性生殖の普及を説明する際に、富くじの例えを使用した。彼は、子孫に遺伝的な多様性をほとんど、あるいはまったくもたらさない無性生殖は、同じ番号の富くじを何枚も買うようなもので、「当たり」、つまり生き残る子孫を残す可能性は限られていると主張した。一方、有性生殖は、より少ない富くじを買うようなものだが、より多様な数字があり、成功する可能性は高くなるとした。この例えの論点は、無性生殖では遺伝的変異が生じないので、環境の変化に素早く適応する能力はほとんどないということである。今日、不安定な環境では無性生殖がより一般的であるという証拠があることから、富くじの法則はあまり受け入れられていない。

## 参照項目
- 季節繁殖動物（英語版） - 1年のうち特定の時期にのみ生殖を成功させる動物種
- マストシーディング（英語版） - 樹木や低木の集団による非常に変動性の高い果実の年間生産量
- 交配様式（英語版） - ある集団が性的行動に関連して構成される方法
- 生殖様式（英語版） - 動物が子孫を生み出す様式（卵生、胎生、卵胎生）
- 植物の生殖 - 植物が新しい子孫を残す過程
- 生殖器系 - 有性生殖に関わるすべての解剖学的器官から構成される生物学的システム

## 推薦文献
- Judson, Olivia (2003). Dr. Tatiana's Sex Advice to All Creation: Definitive Guide to the Evolutionary Biology of Sex. ISBN 978-0-09-928375-1
- Richard E. Michod and Bruce E. Levin, editors (1987). The Evolution of Sex: An Examination of Current Ideas. Sinauer Associates Inc., Publishers, Sunderland, MA ISBN 978-0-87893-459-1
- Michod, R.E. (1994). Eros and Evolution: A natural philosophy of sex.  Addison-Wesley Publishing Company, Reading, MA ISBN 978-0-201-44232-8